# Чемпіонат Полтавської області з футболу 2018
Чемпіонат Полтавської області з футболу 2018 року був розіграний з 28 квітня по 10 листопада. У розіграші взяла участь 31 команда. Переможцем втретє поспіль стала «Олімпія» із Савинців. Турнір у першій лізі виграла «Дружба» з Очеретуватого.
Формат турніру зазнав деяких змін порівняно з попередніми роками. Обласна першість складалася з двох етапів: на першому команди розділили на дві групи, і вже за підсумками цього одноколового турніру сформувалися вища й перша ліги. На другому етапі змагання у вищій лізі пройшло в одне коло. До цього дивізіону вийшли команди, які посіли 1-5 місця у своїх групах на першому етапі. Всі очки, набрані на першому етапі чемпіонату клубами, що пройшли до вищої ліги, на другому етапі анулювалися.
За підсумками першого етапу полтавський «Інваспорт» лише через гіршу різницю забитих-пропущених м'ячів посів шосте місце у групі А. Згідно з регламентом команда мала б провести другий етап у першій лізі. Але оновлена Федерація футболу Полтавщини на засіданні виконкому вирішила, що «Інваспорт» на другому етапі зіграє у вищій лізі, аргументуючи це тим, що клуб буде сильніший за всіх у першій лізі й не матиме там гідної конкуренції. Таким чином замість десяти команд у вищому дивізіоні взяла участь непарна кількість команд.
У першій лізі команди також грали в одне коло, але зберігали очки, набрані в матчах між собою на першому етапі. Чемпіон і призери першої ліги визначалися в стикових матчах між командами, які зайняли перші два місця в своїх групах.
За регламентом переможці своїх груп у першій лізі мали перейти в наступному чемпіонаті до вищого дивізіону, а дві гірші команди вищої ліги вилетіти до першої.
Також усі клуби зобов'язали заявити футболістів і на юнацьку першість. Але деякі з них виявилися нездатними збирати на кожен тур юнацьку команду, тому іноді у матчах виходили незаявлені гравці, через що команди карали технічними поразками.
Посеред змагань від подальшої участі в чемпіонаті відмовилися «Машівка» та «Карлівка». Під кінець чемпіонату перестали їздити на матчі «Чорнухи» та «Зоря» зі Староаврамівки.
Були й скандали, пов'язанні із суддівством. Через претензії до арбітрів сталися напівкримінальні інциденти у Савинцях та Лазірках за участю «Колоса». А в першому матчі за чемпіонство в першій лізі між «Аргусом» та «Дружбою» представники «Аргуса» висловлювали претензії до арбітра зустрічі Олександра Матяша-молодшого.

## Перший етап

### Група А[4]
| М  | Команда                     | І  | В  | Н | П  | РМ    | О  |
| -- | --------------------------- | -- | -- | - | -- | ----- | -- |
| 1  | ФК «Рокита»                 | 15 | 15 | 0 | 0  | 59−3  | 45 |
| 2  | «Легіон» (Полтава)          | 15 | 12 | 1 | 2  | 64−16 | 37 |
| 3  | «Фламінго» (Горішні Плавні) | 15 | 11 | 1 | 3  | 50−21 | 34 |
| 4  | ФК «Карлівка»               | 15 | 11 | 0 | 4  | 49−17 | 33 |
| 5  | ФК «Кобеляки»               | 15 | 10 | 0 | 5  | 34−27 | 30 |
| 6  | «Аргус» (Голобородьківське) | 15 | 9  | 1 | 5  | 35−30 | 28 |
| 7  | ФК «Чутове»                 | 15 | 8  | 1 | 6  | 32−27 | 25 |
| 8  | ФК «Зіньків-1604»           | 15 | 7  | 3 | 5  | 23−27 | 24 |
| 9  | ФК «Диканька»               | 15 | 7  | 1 | 7  | 22−28 | 22 |
| 10 | «Псел» (Гадяч)              | 15 | 4  | 2 | 9  | 18−41 | 14 |
| 11 | «Динамо» (Решетилівка)      | 15 | 4  | 1 | 10 | 17−33 | 13 |
| 12 | ФК «Машівка»                | 15 | 3  | 3 | 9  | 21−40 | 12 |
| 13 | «Стандарт» (Нові Санжари)   | 15 | 3  | 3 | 9  | 14−45 | 12 |
| 14 | «Колос» (Кобеляки)          | 15 | 3  | 2 | 10 | 20−29 | 11 |
| 15 | «Маяк» (Котельва)           | 15 | 2  | 0 | 13 | 18−43 | 6  |
| 16 | ФК «Козельщина»             | 15 | 1  | 1 | 13 | 16−64 | 4  |

### Група Б[4]
| М  | Команда                    | І  | В  | Н | П  | РМ    | О  |
| -- | -------------------------- | -- | -- | - | -- | ----- | -- |
| 1  | «Олімпія» (Савинці)        | 14 | 12 | 2 | 0  | 60−9  | 38 |
| 2  | «Колос» (Лазірки)          | 14 | 10 | 3 | 1  | 45−13 | 33 |
| 3  | «Колос» (Великі Сорочинці) | 14 | 9  | 2 | 3  | 34−14 | 29 |
| 4  | «Нафтохімік» (Кременчук)   | 14 | 9  | 2 | 3  | 28−16 | 29 |
| 5  | ФК «Великі Кринки»         | 14 | 8  | 4 | 2  | 37−21 | 28 |
| 6  | «Інваспорт» (Полтава)      | 14 | 8  | 4 | 2  | 21−9  | 28 |
| 7  | ФК «Лубни»                 | 14 | 7  | 3 | 4  | 27−22 | 24 |
| 8  | «Дружба» (Очеретувате)     | 14 | 7  | 1 | 6  | 22−26 | 22 |
| 9  | «Харчовик» (Заводське)     | 14 | 5  | 2 | 7  | 19−32 | 17 |
| 10 | ФК «Пирятин»               | 14 | 5  | 1 | 8  | 22−32 | 16 |
| 11 | ФК «Семенівка»             | 14 | 4  | 1 | 9  | 18−27 | 13 |
| 12 | «Локомотив» (Гребінка)     | 14 | 3  | 0 | 11 | 12−34 | 9  |
| 13 | ФК «Чорнухи»               | 14 | 3  | 0 | 11 | 11−44 | 9  |
| 14 | «Зоря» (Староаврамівка)    | 14 | 2  | 1 | 11 | 11−39 | 7  |
| 15 | «Авангард» (Яреськи)       | 14 | 0  | 0 | 14 | 10−39 | 0  |

## Другий етап

### Вища ліга
| М  | Команда                     | І  | В | Н | П | РМ    | О  |
| -- | --------------------------- | -- | - | - | - | ----- | -- |
|    | «Олімпія» (Савинці)         | 10 | 8 | 2 | 0 | 25−6  | 26 |
| 2  | «Колос» (Лазірки)           | 10 | 7 | 2 | 1 | 21−5  | 23 |
| 3  | «Легіон» (Полтава)          | 10 | 6 | 2 | 2 | 22−13 | 20 |
| 4  | «Колос» (Великі Сорочинці)  | 10 | 6 | 1 | 3 | 21−14 | 19 |
| 5  | ФК «Рокита»                 | 10 | 5 | 3 | 2 | 21−13 | 18 |
| 6  | ФК «Великі Кринки»          | 10 | 5 | 3 | 2 | 22−15 | 18 |
| 7  | «Фламінго» (Горішні Плавні) | 10 | 3 | 2 | 5 | 13−16 | 11 |
| 8  | ФК «Кобеляки»               | 10 | 3 | 2 | 5 | 13−21 | 11 |
| 9  | «Інваспорт» (Полтава)       | 10 | 1 | 1 | 8 | 11−26 | 4  |
| 10 | «Нафтохімік» (Кременчук)    | 10 | 1 | 0 | 9 | 7−23  | 3  |
| 11 | ФК «Карлівка»               | 10 | 1 | 0 | 9 | 6−30  | 3  |

### Перша ліга

#### Фінал
У вирішальних зустрічах за перемогу в першій лізі зійшлися команди, які перемогли в своїх групах: «Аргус» з Голобородьківського та «Дружба» з Очеретуватого. Переможцем двоматчевої дуелі стала «Дружба».
| 03.11.2018 | «Аргус» (Голобородьківське) | 2:3 | «Дружба» (Очеретувате)      |
| 10.11.2018 | «Дружба» (Очеретувате)      | 1:1 | «Аргус» (Голобородьківське) |

#### Матчі за третє місце
У матчах за третє місце «Лубни» взяли верх над «Диканькою».
| 03.11.2018 | ФК «Лубни»    | 2:1 | ФК «Диканька» |
| 10.11.2018 | ФК «Диканька» | 1:1 | ФК «Лубни»    |

## Чемпіонат серед юнацьких команд
Чемпіоном області серед юнацьких команд став кременчуцький «Нафтохімік», друге місце посів ФК «Пирятин», третє — у юнаків із полтавського «Легіону».